# Asylfall Familie Zogaj
Die Abschiebung der aus dem Kosovo stammenden Familie Zogaj erregt seit 2007 großes öffentliches und mediales Aufsehen und löste eine heftige Debatte über das Asylrecht in Österreich aus. Im Juni 2010 erkannte der Verfassungsgerichtshof, dass die Entscheidung des Asylgerichtshofs auf Abweisung der Beschwerde gegen den Antrag auf internationalen Schutz rechtskonform war.

## Vorgeschichte
Die Familie Zogaj besteht aus Vater Devat, Mutter Nurie und – dem Alter nach gereiht – den Söhnen Alban und Alfred, Tochter Arigona, Sohn Albin und Tochter Albona.
Nach Angaben des Wochenmagazins News soll Devat Zogaj im Kosovo den LKW seines Arbeitgebers für 7000 Deutsche Mark verkauft und damit seine illegale Einreise nach Österreich finanziert haben. Im Mai 2001 begehrte er in Österreich Asyl. Sein Asylantrag wurde im Mai 2002 abgelehnt. Im September 2002 kamen auch seine Frau und seine fünf Kinder, illegal unter Beihilfe von Fluchthelfern, denen rund 8000 Euro gezahlt wurden, ins Land nach und stellten noch im gleichen Monat einen Asylerstreckungsantrag für die gesamte Familie. Im November 2002 wurde der Asylantrag in zweiter Instanz negativ beschieden, Devat Zogaj stellte daraufhin einen zweiten Asylantrag. Dieser wurde im Februar 2003 abgelehnt und die Ausweisung von Devat Zogaj verfügt.
Noch im Februar 2003 stellte Frau Zogaj für sich und ihre Kinder einen zweiten Asylantrag. Der zweite Asylantrag und eine Asylbeschwerde wurden im Dezember 2003 vom Verfassungsgerichtshof (VfGH) abgelehnt.
Im Mai 2004 erreichte die Familie Zogaj trotz Ausweisungsbestätigung der oberösterreichischen Sicherheitsdirektion durch eine weitere Beschwerde beim Verfassungsgerichtshof (VfGH) eine Aufschiebung der Ausweisung. Der Verfassungsgerichtshof lehnte im März 2005 die Beschwerde ab.
Nachdem die Bezirkshauptmannschaft Vöcklabruck im April 2005 die Familie zur Ausreise bis zum 10. Mai 2005 aufforderte, stellte die Familie bei der Bezirkshauptmannschaft Vöcklabruck einen Antrag auf Erstniederlassungsbewilligung aus humanitären Gründen.
Der humanitäre Aufenthaltstitel wurde im September 2005 vom Innenministerium abgelehnt und im Mai 2007 wurde schließlich auch die Berufung der Familie auf Niederlassungsbewilligung abgewiesen.
Da Devat Zogaj aber die ganze Zeit über einer legalen Beschäftigung nachgegangen war und auch die Kinder die Schule beziehungsweise den Kindergarten besuchten, wurde die Familie von der Gemeinde Frankenburg als integriert angesehen. Im Juni 2007 starteten die Gemeinde und die Schulkollegen von Tochter Arigona eine Unterschriftenaktion gegen die Abschiebung der Familie. Der Gemeinderat beschloss einstimmig, sich für ein Bleiben der Familie einzusetzen. Die Übergangsverwaltung der Vereinten Nationen (UNMIK) hatte der Abschiebung der Familie in den Kosovo zugestimmt.

## Abschiebung der Familie und Untertauchen von Tochter Arigona
Innenminister Günther Platter und der oberösterreichische Landeshauptmann Josef Pühringer handelten am 26. September 2007 einen Kriterienkatalog zur Gewährung eines humanitären Aufenthaltstitels aus. Die Familie Zogaj wurde von der Polizei abgeholt, um abgeschoben zu werden. Die Tochter Arigona war ab diesem Tag spurlos verschwunden. Arigonas Mutter Nurie durfte in Österreich bleiben, um nach ihrer Tochter zu suchen. Vater Devat und die übrigen vier Kinder der Familie wurden in den Kosovo geflogen. Innenminister Günther Platter verteidigte diese Entscheidung (auch gegenüber vielstimmiger Kritik aus den Medien) als rechtmäßig.
Am 30. September 2007 tauchte ein Brief von Arigona auf, worin sie mit Selbstmord drohte und schrieb, sie werde sich nicht lebend der Polizei stellen, wenn ihre Familie nicht nach Österreich zurückkommen dürfe. Etwa eine Woche später tauchte auch ein Video auf, in welchem sie unter anderem die Drohung wiederholte. Die oberösterreichische Landesregierung appellierte am 1. Oktober 2007 einstimmig an Innenminister Günther Platter, den Fall Zogaj wieder aufzunehmen und im Hinblick auf die jüngst präsentierten Kriterien für das Bleiberecht zu beurteilen. Mit Vizekanzler Wilhelm Molterer hatte Platter vereinbart, die Entscheidung des Verfassungsgerichtshofes abzuwarten. Arigona und ihre Mutter Nurie durften vorerst in Österreich bleiben.
Sowohl in Frankenburg als auch in anderen österreichischen Städten kam es in der Folge zu Demonstrationen für das Bleiberecht Arigonas und ihrer Familie sowie gegen das österreichische Asylrecht im Allgemeinen. Die Grünen organisierten in Wien eine Bleiberecht-Demonstration, der sich mehrere tausend Menschen anschlossen. In Frankenburg war strittig, ob die Demonstration tatsächlich ein Zeichen der Frankenburger Zivilgesellschaft war oder die Demonstranten hauptsächlich von außerhalb kamen. Laut dem Initiator der Demonstration kippte nach der Demonstration die Stimmung. Gerüchte wurden verbreitet und Unterstützer der Familie schikaniert.

## Wiederauftauchen Arigonas
Nach zwei Wochen wurde Arigona Zogaj beim Pfarrer von Ungenach im Bezirk Vöcklabruck, Josef Friedl (* 8. Dezember 1943 in Münzkirchen; Oberösterreich; † 23. Oktober 2018 in Vöcklabruck), welcher ihr Unterschlupf gewährte, aufgefunden. Von diesem wurde sie auch betreut. Am 12. Oktober 2007 wurde von dem Mädchen und dem Pfarrer wegen des großen Medieninteresses an dem Fall eine Pressekonferenz in der Gemeinde abgehalten, der dutzende Medienvertreter, teils auch aus dem Ausland, beiwohnten.
In der Folge entbrannte ein öffentlicher Disput über den Hergang von Arigonas Wiederauftauchen, da Pfarrer Friedl in mehreren Interviews meinte, von Mitgliedern der ÖVP gebeten worden zu sein, sie aufzunehmen. Besagte Politiker bestreiten dies, und auch Friedl selbst wollte später kein Statement mehr zu dieser Frage abgeben.
Ab dem 16. Oktober 2007 besuchte Arigona Zogaj wieder die Polytechnische Schule in Vöcklamarkt. 2008 machte sie ihren Schulabschluss. Ab dem 8. September 2008 besuchte Arigona Zogaj eine Höhere Lehranstalt für wirtschaftliche Berufe in Linz.

## Weitere Entwicklung

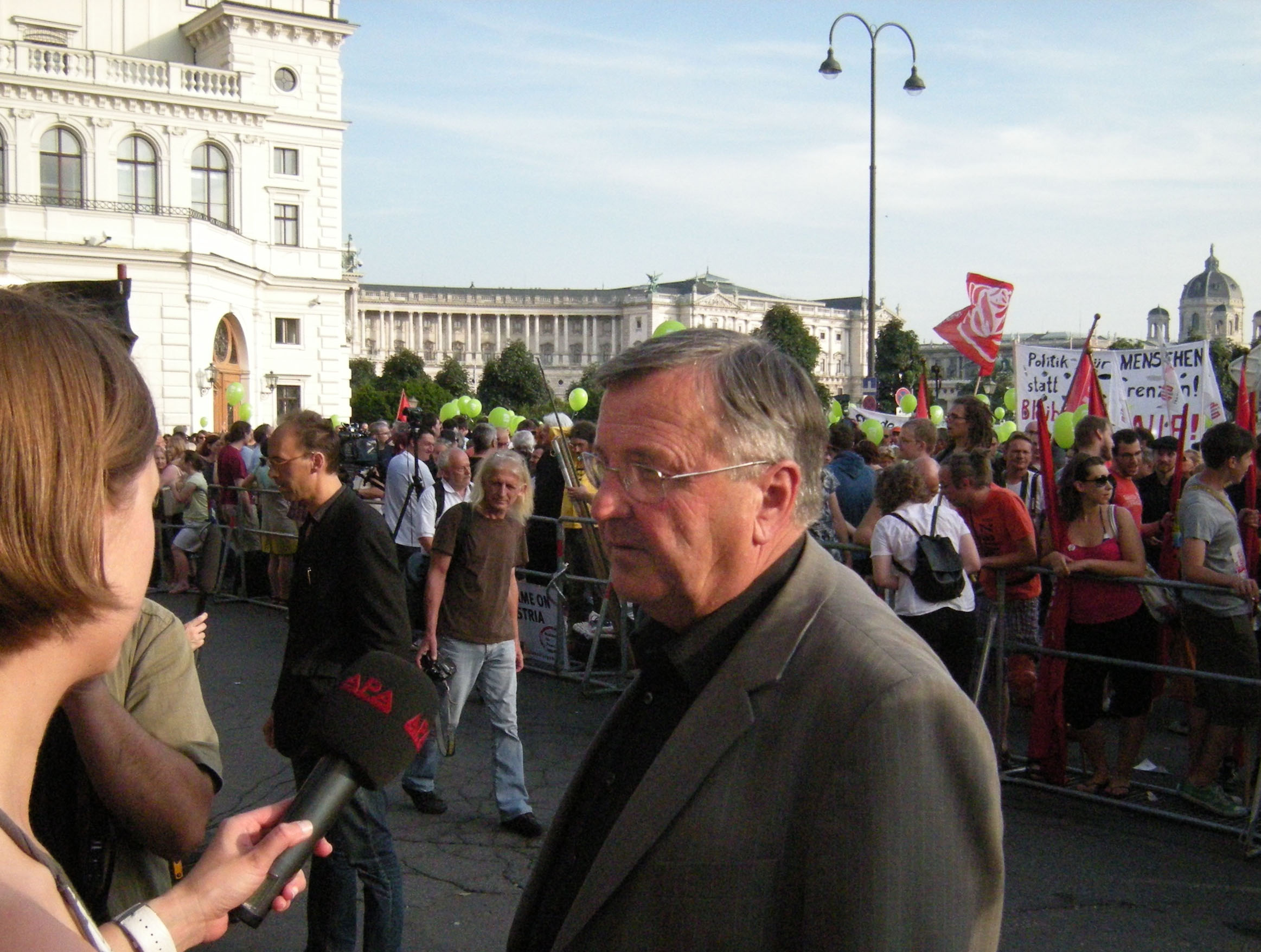
Pfarrer Friedl im Interview anlässlich der Demo Genug-ist-Genug, Wien 1. Juni 2010.

Der Verfassungsgerichtshof wies die Beschwerde der Familie gegen die Verweigerung einer Erstniederlassungsbewilligung am 14. Dezember 2007 ab. In dem Urteil wurde aber betont, dass Innenminister Günther Platter weiterhin ein humanitäres Aufenthaltsrecht gewähren kann. Dies tat er jedoch nicht, sondern teilte unmittelbar nach dem negativen Erkenntnis des Verfassungsgerichtshofs der Öffentlichkeit mit, dass Arigona Zogaj und ihre Mutter nach Ende des Schuljahres im Sommer 2008 in den Kosovo abgeschoben werden sollen. Arigona durfte also ihr letztes Pflichtschuljahr, den Polytechnischen Lehrgang, noch in Österreich abschließen.
Die mit dem Vater in den Kosovo abgeschobenen Kinder wurden von diesem verlassen und lebten danach allein dort. Ein erster Versuch der oberösterreichischen Grünen für einen Antrag der Landesregierung auf Bleiberecht blieb in der Minderheit. Mutter Nurie versuchte Ende Mai 2008, sich die Pulsadern aufzuschneiden, und wurde in der Folge in psychiatrische Behandlung gebracht. Aufgrund dieses Vorfalls und eines psychiatrischen Gutachtens durften Mutter und Tochter Zogaj noch etwa ein halbes Jahr in Österreich bleiben, erhielten aber kein Bleiberecht. Ein zweiter Versuch der Grünen für einen Antrag auf Bleiberecht in der oberösterreichischen Landesregierung blieb in der Minderheit. Die politische Diskussion bewegt sich zwischen „humanitärem Bleiberecht für die ganze Familie“ einerseits und „Familienzusammenführung mit den verlassenen minderjährigen Kindern und medizinische Behandlung für die Mutter im Kosovo“ andererseits.
Am 23. Dezember 2008 wurde bekannt, dass Albin, Alfred, Alban und Albona von Fluchthelfern aus dem Kosovo gebracht wurden. Sie wurden in Ungarn von der Polizei aufgegriffen und stellten in diesem Land einen Asylantrag. Am 12. Jänner 2009 reisten drei der vier Geschwister Arigonas illegal in Österreich ein. Gleichzeitig wurde bekannt, dass der Asylantrag bezüglich Arigona und ihrer Mutter zugelassen worden war. Österreichs Innenministerin Maria Fekter prüfte nun, ob aufgrund des Dublin-Abkommens die Asylanträge der Familienmitglieder in Ungarn behandelt werden können. Am 3. Februar 2009 wurde publiziert, dass die beiden älteren Brüder freiwillig aus Österreich ausreisen wollen. Bei der Ausreise am darauffolgenden Sonntag wurde beim Ältesten ein Schlagring gefunden, der in Österreich unter das Waffengesetz fällt und dessen Besitz mit bis zu einem Jahr Haft geahndet werden kann. Am 14. September 2009 wurden Alban und Alfred Zogaj erneut in Traiskirchen aufgegriffen, woraufhin sie sofort einen Asylantrag stellten. Sie kamen gleich darauf in Schubhaft, sind aber mittlerweile erneut freiwillig in den Kosovo abgereist.
Am 12. November 2009 publizierte die Kronen Zeitung, dass Arigona und ihre Mutter nun endgültig abgeschoben werden sollen. Zu diesem Zeitpunkt wurde der negative Asylbescheid der Familie gerade erst zugestellt, sie erfuhr davon aus der Zeitung. Der Anwalt der Familie kündigte zu diesem Zeitpunkt jedoch bereits eine Berufung gegen den Bescheid an. Am 18. März 2010 wurde im Kurier publiziert, dass der Asylgerichtshof auch in zweiter Instanz negativ entschieden hat, da die Richter die Meinung vertreten, dass die psychische Erkrankung der Mutter auch im Kosovo behandelbar sei. Am 9. April 2010 wurde der Ausweisungsbescheid für die Familie Zogaj vorerst ausgesetzt, weil der Anwalt der Familie eine Beschwerde beim Verfassungsgerichtshof einbrachte. Diese wurde jedoch am 14. Juni 2010 durch das Erkenntnis des Verfassungsgerichtshof abgewiesen, da Arigona Zogaj durch die Entscheidung des Asylgerichtshof weder in einem verfassungsgesetzlich gewährleisteten Recht (Grundrecht), noch wegen Anwendung einer rechtswidrigen generellen Norm in ihren Rechten verletzt wurde.
Am 22. Juni 2010 wurde Arigona Zogaj, ihrer Mutter und ihren Geschwistern der Bescheid mit der schriftlichen Aufforderung zur „unverzüglichen“ Ausreise durch die Bezirkshauptmannschaft Vöcklabruck zugestellt. Drei Tage später gab die Volkshilfe bekannt, dass mit der Bezirkshauptmannschaft Vöcklabruck vereinbart worden sei, dass die freiwillige Ausreise der Familie erst nach dem Schulschluss am 9. Juli 2010 erfolgen wird.
Am 15. Juli 2010 verließ Arigona Zogaj gemeinsam mit ihrer Mutter und ihren Geschwistern Albin und Albona schließlich Österreich mittels eines Fluges von Salzburg über Wien nach Pristina, wobei die Kosten der Reise mit Unterstützungsgeldern beglichen wurden. Die Abreise wurde wegen des medialen Druckes auf die Familie vom ursprünglichen Termin um drei Tage verschoben. Der Betreuer der Familie von der Volkshilfe gab bekannt, dass die Familie mittels Schüler- bzw. Saisoniervisa auf legalem Weg nach Österreich zurückkommen wolle. Außenminister Michael Spindelegger kündigte an, dass die Zogajs im Fall eines Visumsantrags auf die Unterstützung der österreichischen Botschaften hoffen dürften.
Im Herbst suchte die Mutter mit den drei Kindern um Einreisevisa an, die im November von der Bezirkshauptmannschaft Vöcklabruck positiv behandelt wurden, so dass die Familie am 24. November wieder befristet einreisen durfte. Die Mutter erhielt eine befristete Arbeitserlaubnis, die Kinder Schülervisa. Der Vater der Kinder, der inzwischen geschieden ist, und die beiden älteren Söhne haben nicht um Visa angesucht.
Im Februar 2012 erhielt Arigona, die das letzte Jahr einer HLWB besuchte, eine befristete Niederlassungsbewilligung, die nach Verlängerungen fünf Jahre später in eine unbefristete überging. Ihre Mutter erhielt diese unbefristete Niederlassungsbewilligung bereits im November 2011. Im Jahr 2015 waren auch alle ihre Brüder wieder in Österreich.
Arigona Zogaj schloss ein Wirtschaftsrechtsstudium als Bachelor ab, 2023 erhielt sie die österreichische Staatsbürgerschaft.

## Sonstiges
Literarisch verarbeitete Franzobel die Abschiebung in seinem 2009 erschienenen Buch: Österreich ist schön. Ein Märchen. (Zsolnay, Wien 2009. ISBN 978-3-552-05473-8).